# Спрингвејл (Мејн)
Спрингвејл (енгл. Springvale) насељено је место без административног статуса у америчкој савезној држави Мејн.

## Демографија
По попису из 2010. године број становника је 3.292, што је 196 (-5,6%) становника мање него 2000. године.
| Група             | 2000.         | 2010.         |
| Белци             | 3.309 (94,9%) | 3.077 (93,5%) |
| Афроамериканци    | 15 (0,4%)     | 14 (0,4%)     |
| Азијати           | 75 (2,2%)     | 57 (1,7%)     |
| Хиспаноамериканци | 15 (0,4%)     | 62 (1,9%)     |
| Укупно            | 3.488         | 3.292         |